# سميذرز (كولومبيا البريطانية)
سميذرز (بالإنجليزية: Smithers)‏ هي مدينة كندية تقع في مقاطعة كولومبيا البريطانية. تبلغ مساحة هذه المدينة 15.6875 (كم²)، ويبلغ عدد سكانها 5217 نسمة حسب إحصاء سنة 2006 م، بينما كان يسكنها 5414 نسمة في سنة 2001 م. تحتل هذه المدينة المرتبة رقم 665 بين مدن كندا حسب عدد السكان والمرتبة رقم 87 في المقاطعة. نما عدد السكان في هذه المدينة بنسبة (-3.6) بين العامين المذكورين.

## أعلام
- كاميرون جونستون
- جينا هولدن
- جيمي واتسون
- أليسيا كاي
- دين برودي

## وصلات خارجية
- الأطلس الحكومي لكندا
- إحصاءات كندا مع ساعة تعداد السكان